# 아우디 Q2
아우디 Q2(Audi Q2)는 아우디의 소형 스포츠 유틸리티 자동차이다.

## 1세대

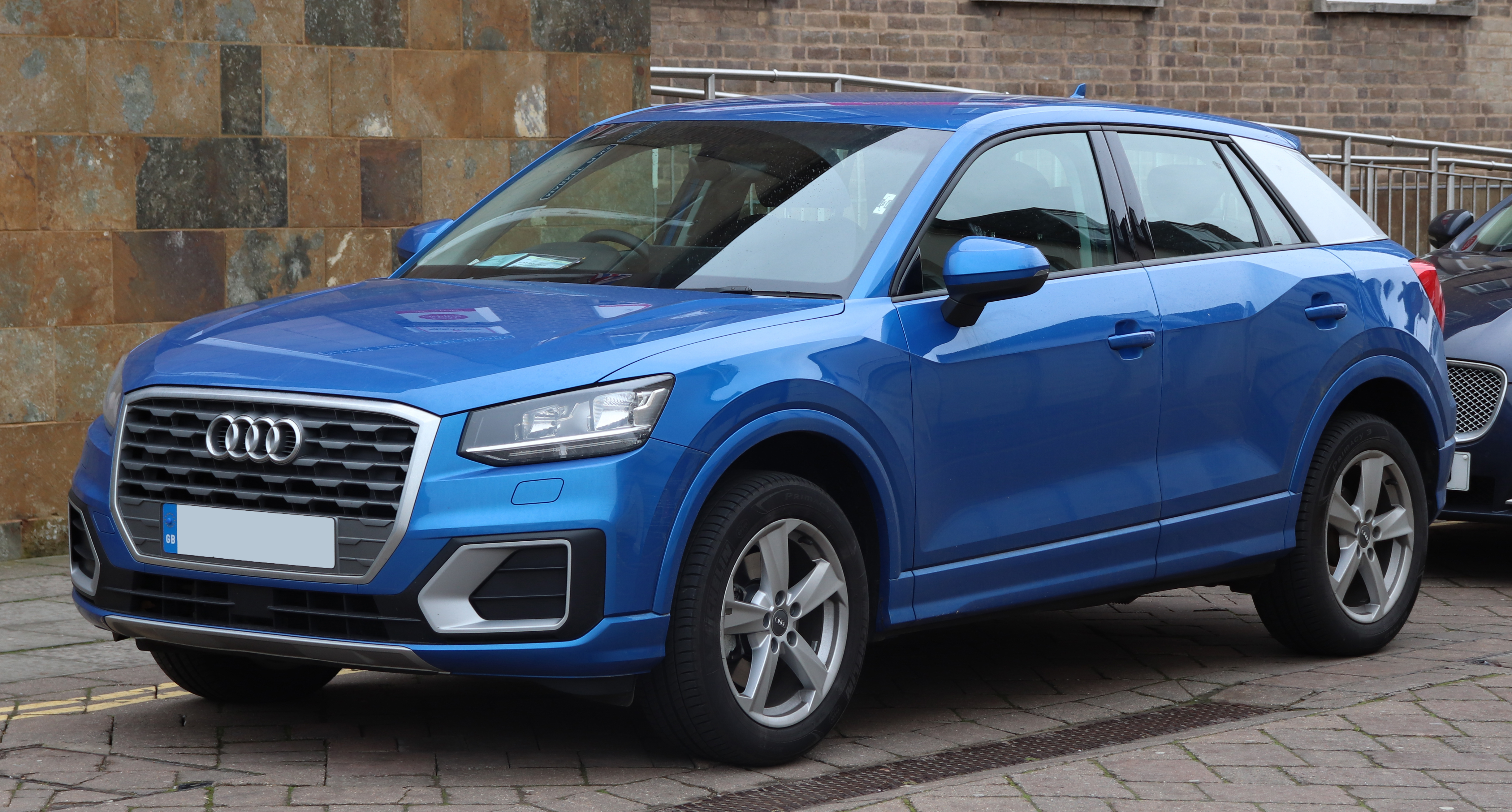
아우디 Q2(전기형) 정측면

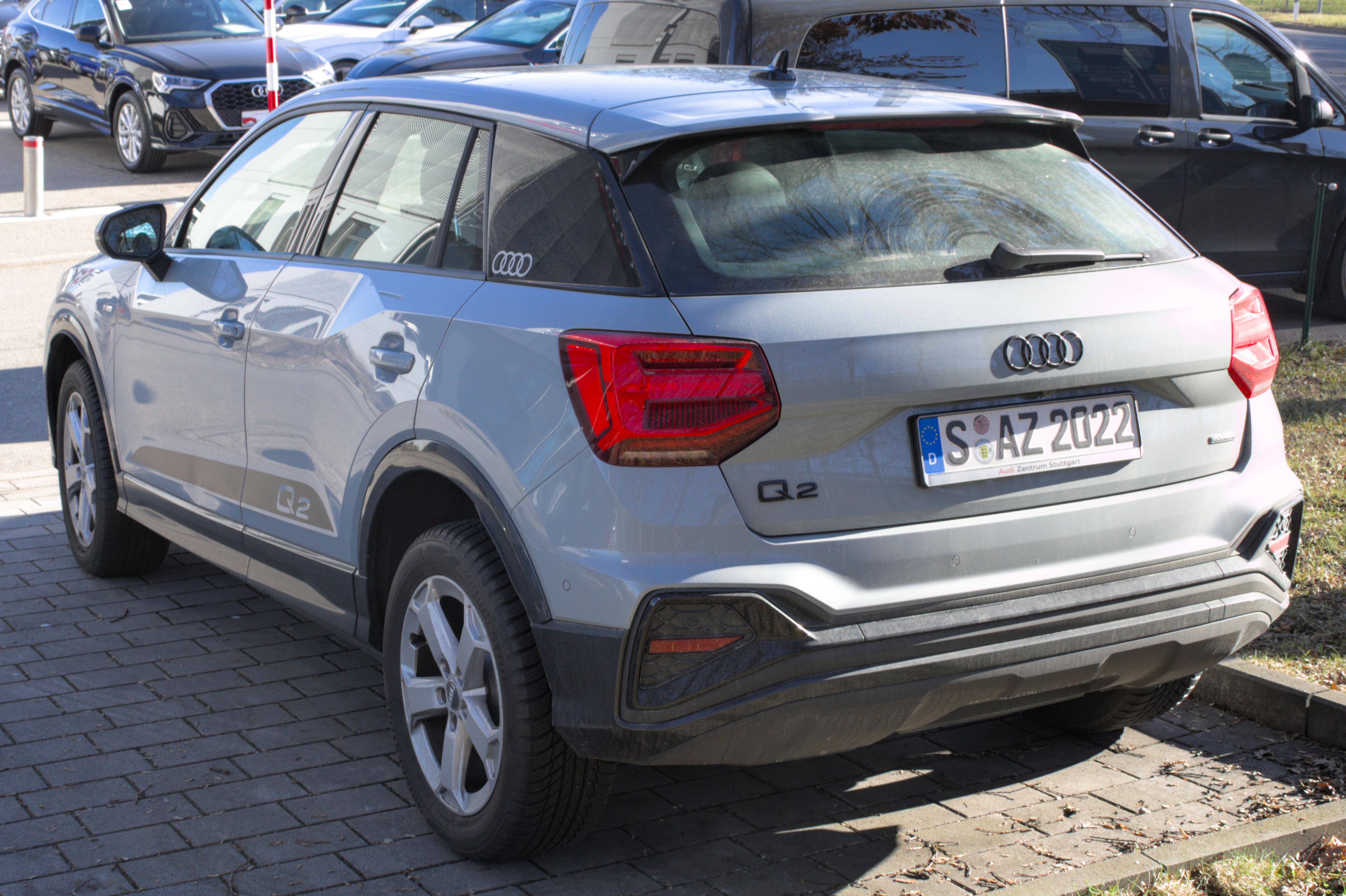
아우디 Q2(전기형) 후측면

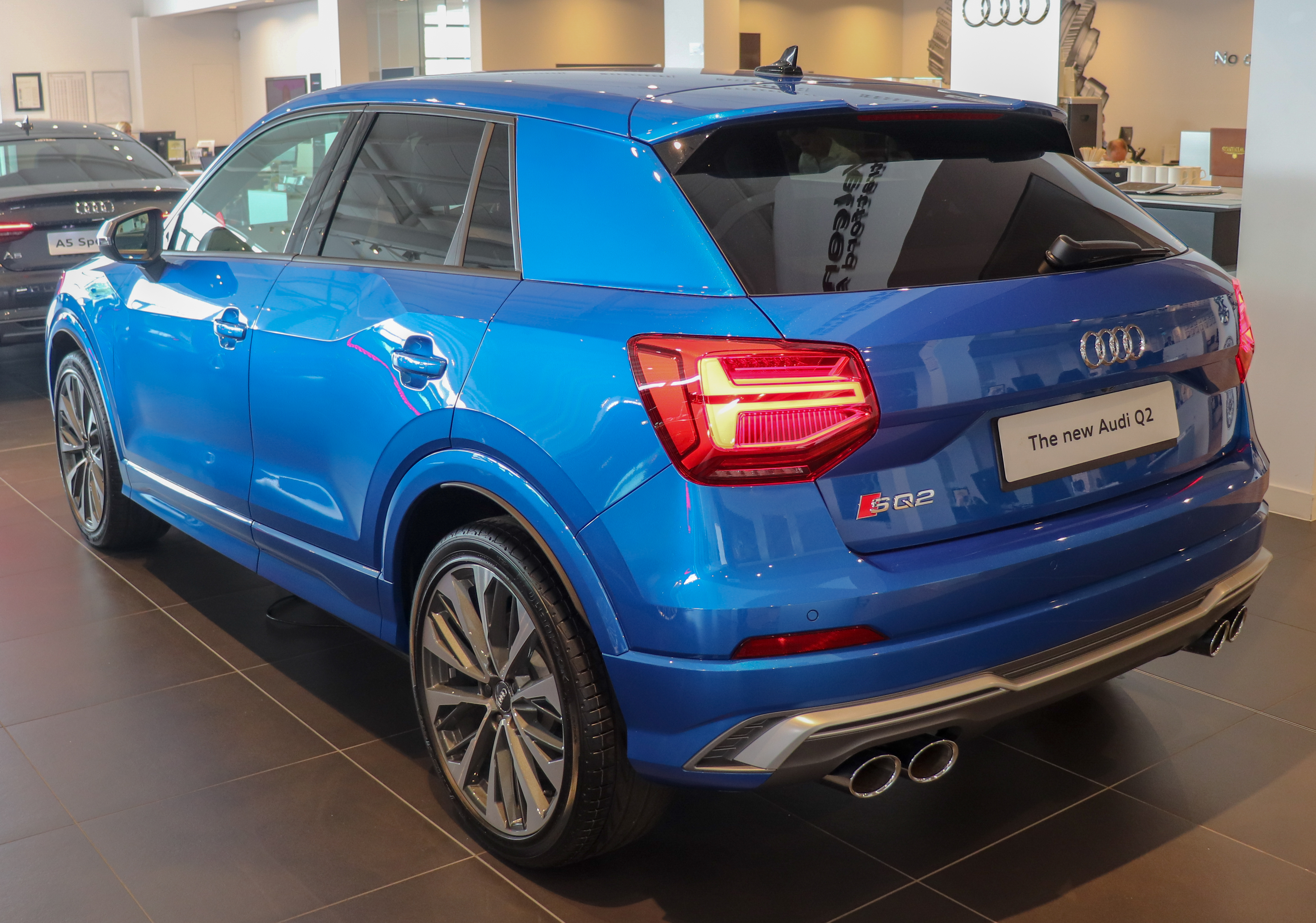
아우디 SQ2(전기형) 후측면